# Dreptul comerțului internațional
Dreptul comerțului internațional este constituit din raporturile juridice care au caracter comercial cât și internațional. Pentru ca un anumit raport juridic să fie spus normelor dreptului comerțului internațional trebuie mai întâi să determinăm atât caracterul comercial cât și caracterul internațional al acestuia.
- Determinarea caracterului comercial

În sistemele juridice de influență germană, concepția de comercialitate este una subiectivă: operațiunile efectuate de un comerciant în exercițiul profesiei sale sunt socotite acte sau fapte comerciale. Astfel se ține seama numai de calitatea de comerciant a subiectului raportului juridic, această calitate determinând o prezumție legală de comercialitate. Prezumția are un caracter relativ putând fi înlăturată de comerciant prin prezenatara probei contrare. De exemplu, actele și faptele juridice efectuate de comerciant cu privire la gospodaria și familia sa nu vor fi socotite ca fiind comerciale.
În sistemele de inspirație franceză comercialitatea se determină într-un mod obiectiv. Astfel, actele și faptele de comerț sunt operațiunile pe care legea le stabilește ca atare, indiferent de calitatea și voința părților. Actele și faptele obiective de comerț sunt enumerate de lege.
Există legislații care îmbină cele două concepții ținând cont de natura actelor efectuate care este în strânsă dependență de calitatea persoanei care le exercită.
- Determinarea caracterului internațional

Atunci când un raport juridic datorită unor împrejurări de fapt intră în legătură cu mai multe sisteme de drept acesta are, de regulă, un caracter internaționalitate. Spre deosebire de dreptul internațional privat care ia în considerare orice element de extraneitate, în dreptul comerțului internațional raporturile juridice conțin un element de extraneintate specific.